# گیل داینز
گیل داینز (به انگلیسی: Gail Dines) (متولد ۲۹ ژوئیه ۱۹۵۸) استاد بازنشسته جامعه‌شناسی و مطالعات زنان در کالج ویلاک در بوستون، ماساچوست است.
داینز، یک فمینیست رادیکال، در زمینه مطالعه پورنوگرافی تخصص دارد. او که در سال ۲۰۱۰ به عنوان مبارز برجسته ضدپورنوگرافی در جهان توصیف شد، یکی از اعضای بنیان‌گذار «فرهنگ پورن را متوقف کنید» و بنیان‌گذار «فرهنگ بازتعریف‌شده» است که برای مقابله با پورنوگرافی به عنوان یک بحران بهداشت عمومی ایجاد شده است. داینز نویسنده همکار کتاب «پورنوگرافی: تولید و مصرف نابرابری» (۱۹۹۷) و نویسنده کتاب «سرزمین پورن: چگونه پورن سکسوالیته ما را ربوده است» (۲۰۱۰) است.

## زندگی اولیه و تحصیلات
داینز در ۲۹ ژوئیه ۱۹۵۸ در یک خانواده یهودی ارتدوکس در منچستر انگلستان متولد شد و در مدرسه کینگ دیوید تحصیل کرد. در ۱۸ سالگی، پس از خواندن کتاب رابین مورگان با عنوان "قدرت خواهرانگی"(۱۹۷۰)، یهودیت ارتدوکس را کنار گذاشت و یک فمینیست رادیکال شد، بعدها رابطه خود با فمینیسم را "یک عشق آتشین" نامید. او در سال ۲۰۱۱ دربارهٔ جذابیت فمینیسم رادیکال گفت: "بعد از ۲۰ سال تدریس به زنان، اگر من وارد شوم و فمینیسم لیبرال درس دهم، با نگاهی خالی مواجه می‌شوم… اگر وارد شوم و فمینیسم رادیکال درس دهم، اتاق منفجر می‌شود… یادم می‌آید اولین بار که فمینیسم رادیکال را خواندم چه بر سرم آمد. یادم می‌آید با خودم فکر کردم: 'من تمام زندگی‌ام منتظر این بودم، و حتی نمی‌دانستم منتظرش بودم.'"
او مدرک کارشناسی خود را از دانشگاه سالفورد دریافت کرد، جایی که با همسرش، دیوید لوی، که در دانشگاه منچستر درس می‌خواند، آشنا شد. او مارکسیسم را پذیرفت اما وقتی اتحادیه‌های دانشجویی به حمایت از این که صهیونیسم نژادپرستی است رأی دادند (به دنبال قطعنامه ۳۳۷۹ مجمع عمومی سازمان ملل متحد)، از چپ بریتانیا ناامید شد، به این معنی که گروه‌های دانشجویی یهودی از بودجه محروم شدند. فضای حاکم در بریتانیا منجر به افزایش یهودستیزی شد. صلیب شکسته بر روی خانه‌های یهودیان نقاشی می‌شد؛ داینز در یک میخانه با دوستان یهودی‌اش، شنید که گروهی در نزدیکی می‌گفتند می‌توانند «بوی گاز» را حس کنند.
در نتیجه، در سال ۱۹۸۰ وقتی ۲۲ ساله بود، داینز و لوی به اسرائیل نقل مکان کردند. در آنجا او یکی از بنیان‌گذاران گروه فمینیستی "ایشا لیشا" ("زن به زن") شد، که در سال ۲۰۱۸ خود را "قدیمی‌ترین سازمان فمینیستی مردمی در اسرائیل" توصیف کرد، و در دانشگاه حیفا به تحقیق در مورد خشونت علیه زنان پرداخت. او رساله دکترای خود را در حالی آغاز کرد که به عنوان داوطلب در یک مرکز بحران تجاوز جنسی کار می‌کرد، پس از مواجهه با پورنوگرافی در جلسه‌ای در حیفا که توسط گروه "زنان علیه پورنوگرافی" ترتیب داده شده بود. روز بعد، به استاد راهنمای پایان‌نامه‌اش گفت که می‌خواهد رساله خود را دربارهٔ پورنوگرافی بنویسد:
من به معنای واقعی کلمه نمی‌توانستم آن تصاویر را باور کنم. نمی‌توانستم باور کنم که مردان چنین تصاویری خلق می‌کنند، و مردان دیگر می‌خواستند آن‌ها را تماشا کنند.
این زوج پسری داشتند که در حالی که لوی با نیروهای دفاعی اسرائیل در لبنان بود، متولد شد، اگرچه هم او و هم داینز با جنگ در لبنان مخالف بودند. داینز به جنبش صلح اسرائیل پیوست و همچنان منتقد گسترش شهرک‌سازی‌های اسرائیل و رفتار با فلسطینی‌ها در غزه است. او که زندگی با «فرهنگ بیش از حد مردسالارانه» اسرائیل را به‌طور فزاینده‌ای دشوار می‌دید، خانواده در سال ۱۹۸۶ به ایالات متحده نقل مکان کردند، جایی که لوی شروع به تحصیل در مدرسه کسب و کار هاروارد کرد. داینز در سال ۱۹۹۰ مدرک دکترای خود را از سالفورد دریافت کرد، برای رساله‌ای با عنوان «به سوی جامعه‌شناسی کارتون‌ها: چارچوبی برای تحقیق جامعه‌شناختی با ارجاع ویژه به کارتون‌های جنسی پلی‌بوی».

## حرفه و پژوهش
داینز از سال ۱۹۸۶ به مدت حدود ۳۰ سال در کالج ویلاک در بوستون مشغول به کار بود؛ او در آنجا به مقام استادی جامعه‌شناسی و مطالعات زنان و ریاست گروه مطالعات آمریکایی رسید. لوی نیز به عنوان استاد مدیریت در دانشگاه ماساچوست بوستون مشغول به کار شد.
داینز نویسنده دو کتاب، از جمله «سرزمین پورن: چگونه پورن سکسوالیته ما را ربوده است» (۲۰۱۰)، است. او همچنین برای نشریات و روزنامه‌های مختلفی از جمله نیویورک تایمز، نیوزویک، تایم و گاردین مقاله نوشته است. او یکی از اعضای بنیان‌گذار «فرهنگ پورن را متوقف کنید»، یکی از بنیان‌گذاران جنبش ملی فمینیستی ضد پورنوگرافی، و بنیان‌گذار «فرهنگ بازتعریف‌شده» است که هدفش به رسمیت شناختن پورنوگرافی به عنوان یک بحران بهداشت عمومی است.
دیدگاه داینز دربارهٔ پورنوگرافی این است که این پدیده دیدگاه مردان نسبت به سکسوالیته را تحریف می‌کند و ایجاد روابط صمیمی با زنان را برای آن‌ها دشوارتر می‌سازد. به گفته داینز، خشونت و بی‌رحمی موجود در پورنوگرافی مدرن، برخلاف اشکال اولیه پورنوگرافی سافت‌کور که عموم مردم ممکن است با آن آشنا باشند، موقعیت زنان در جامعه را تنزل می‌دهد. او همچنین شیوع پورنوگرافی هاردکور را عاملی در افزایش «تقاضا» برای قاچاق جنسی می‌داند.
در فوریه ۲۰۱۱، داینز به همراه فعال ضدپورنوگرافی، شلی لوبن، برای مناظره با آنا اسپان، کارگردان فیلم‌های پورنوگرافی، به اتحادیه کمبریج دعوت شد، زمانی که این اتحادیه پیشنهاد داد: «این نهاد معتقد است که پورنوگرافی خدمات عمومی خوبی ارائه می‌دهد.» داینز نتوانست نظر حاضران را تغییر دهد. داینز دلیل پیروزی مخالفانش را این دانست که حاضران عمدتاً مردان بین ۱۸ تا ۲۲ سال بودند که به‌طور منظم از پورنوگرافی استفاده می‌کنند.
داینز هنگام تأسیس نشریه آکادمیک "Porn Studies" با آن مخالفت کرد و استدلال کرد که "سردبیران آن دارای پیشینه‌ای حامی پورن هستند که در آن هزاران پژوهش انجام‌شده در مورد اثرات منفی پورن را نفی می‌کنند" و آن‌ها "هلهله‌چی" صنعت پورن هستند.

### پذیرش
کتاب داینز با عنوان "Pornland: How Porn Has Hijacked our Sexuality" (۲۰۱۰) به پنج زبان ترجمه شده و به یک فیلم مستند اقتباس شده است. این کتاب نقدهای متفاوتی دریافت کرد؛ برخی آن را "جذاب" و دارای "تحلیل متفکرانه از نفوذ پورنوگرافی به اقتصاد آمریکا، اثرات زیان‌بار آن بر سلامت جنسی و عاطفی زنان و مردان، و توانایی آن در تداوم تبعیض جنسیتی و نژادپرستی" ستودند. "Publishers Weekly" خاطرنشان کرد که کتاب داینز "پرسش‌های مهمی را دربارهٔ کالایی‌سازی تمایلات جنسی مطرح می‌کند" اما "استدلال محکمی در آن وجود ندارد."
نوشته‌های او توسط دیگر دانشگاهیان، از جمله رونالد ویتزر از دانشگاه جورج واشینگتن، مورد انتقاد قرار گرفته است. ویتزر در مقاله‌ای با عنوان "Pornography: the need for solid evidence" (۲۰۱۱) ادعا کرد که کار داینز (به‌ویژه "Pornland") به خوبی تحقیق نشده و در تضاد شدید با مجموعه پژوهش‌های موجود در مورد پورنوگرافی است. داینز در "پاسخ فمینیستی به ویتزر" در همان نشریه نوشت که کتابش از نظریه‌ها و روش‌های مطالعات فرهنگی که توسط افرادی از جمله استوارت هال و آنتونی گرامشی توسعه یافته‌اند، استفاده کرده است. همچنین در سال ۲۰۱۱، پس از اینکه داینز در مورد صنعت پورن در روزنامه "گاردین" نوشت، لین کوملا، استاد مطالعات زنان در دانشگاه نوادا، لاس وگاس، کتاب را "کاملاً سمی" خواند و او را به عدم "پرداختن به شواهد متقابل" متهم کرد.
رابرت جنسن این کتاب را به‌طور مثبت نقد کرد و گفت که این کتاب توضیح می‌دهد که چگونه "فرهنگ پورن یک مانع برای عدالت جنسیتی بوده است" و در حالی که "بدترین کلیشه‌های نژادپرستانه از فیلم‌ها و تلویزیون جریان اصلی حذف شده‌اند، آن‌ها در پورنوگرافی رواج می‌یابند." رابرت مولر در "Psychology Today" می‌گوید که بررسی تاریخی او از صنعت پورن به خوبی تحقیق شده است، اما ارتباط او بین پورنوگرافی شبه‌کودک و آزار جنسی واقعی کودکان به ویژه از تحقیقات ضعیف استفاده می‌کند، و نتیجه می‌گیرد "با وجود تمایل به جنجال‌سازی، این کتاب به خوانندگان زن و مرد کمک می‌کند تا باورهای خود را دربارهٔ سکس و همچنین منشأ آن باورها را زیر سؤال ببرند."
در سال ۲۰۰۷، داینز مقاله‌ای دربارهٔ هیجان‌زدگی رسانه‌ای مربوط به پرونده لاکراس دوک پس از حضور در مصاحبه CNN نوشت. داینز پس از دریافت ایمیل‌های نفرت‌انگیز و توهین‌آمیز، به عدم درک پیچیدگی تبعیض جنسیتی و نژادپرستی در این پرونده توسط رسانه‌ها پرداخت و نوشت: "این تمرکز وسواس‌گونه بر زن خاص این پرونده نیست؛ رسانه‌ها به طور معمول با یک علاقه شهوانی خاص بر زنان قربانی تمرکز می‌کنند. در عوض، باید مقداری از تمرکز را به مردان در این پرونده بازگردانیم، زیرا ما اطلاعات زیادی دربارهٔ رفتار آن‌ها در آن شب داریم که مورد بحث نیست. آن‌ها استخدام دو زن سیاه‌پوست برای رقص برهنه را شکلی مشروع از سرگرمی مردانه می‌دیدند. آن‌ها کالایی‌سازی و جنسی‌سازی بدن زنان سیاه‌پوست را در کشوری که تاریخ طولانی و زشتی از نژادپرستی دارد، مشکل‌ساز نمی‌دانستند." نویسنده کتی یانگ، اظهارات داینز را در یک مقاله نظر در مجله "Reason" مورد انتقاد قرار داد و پیشنهاد کرد که یک استاندارد دوگانه وجود دارد، یعنی "همان فمینیست‌هایی که به درستی به ما می‌گویند قربانی تجاوز جنسی برای دریافت حمایت نیازی به قدیس بودن ندارد، چنین استاندارد متفاوتی را برای مردانی که ممکن است به دروغ به تجاوز متهم شوند، اعمال می‌کنند." همچنین ادعا شد که "کلمات داینز در توصیف این مردان به طرز نگران‌کننده‌ای پژواک توجیهی است که الیوت راجر برای کشتار جمعی خود ارائه داد و الگوهای گفتاری یافت شده در تحلیل r/incels."

## دعوی حقوقی
در سال ۲۰۱۶، داینز و یک استاد یهودی دیگر، شکایاتی مبنی بر تبعیض علیه کالج ویلاک را به کمیسیون فرصت‌های شغلی برابر ایالات متحده ارائه دادند، در رابطه با ادعاهایی که تلاش‌های کالج برای تنوع، شامل دانشجویان یهودی نمی‌شد. پس از نوشتن نامه‌ای در سال ۲۰۱۴ در پیگیری منافع دانشجویان یهودی، استادان گفتند که زندگی‌شان دشوار شده و مورد حملات یهودستیزانه قرار گرفته‌اند. کالج این شکایات را «بی‌اساس» دانست.

## جوایز
- جایزه مرکز مایرز برای مطالعه حقوق بشر در آمریکای شمالی